# Elacatinus tenox
Elacatinus tenox és una espècie de peix de la família dels gòbids i de l'ordre dels cipriniformes que es troba a Dominica, Nevis i Panamà.